# Chiesa di San Bartolomeo (Domaso)
La chiesa di San Bartolomeo è la parrocchiale di Domaso, in provincia e diocesi di Como; fa parte del vicariato di Gravedona.

## Storia
Attestata fin dal 1247, ma certamente di fondazione precedente, la chiesa viene spesso citata in antichi documenti. Le trasformazioni barocche hanno praticamente cancellato l'assetto romanico della chiesa, ma ci sono ancora testimonianze rinascimentali, come la Croce Astile in argento dorato di Giovan Pietro Lierni (1533), il Crocifisso ligneo dell'altare maggiore, e soprattutto, l'altorilievo rappresentante la Pietà (opera della scuola di Tommaso Rodari), collocato all'esterno del portale laterale destro, affacciato sull'Antica Via Regina.
Nel 1637, la chiesa di san Bartolomeo fu elevata alla dignità di sede di prepositura. Nello stesso secolo, la chiesa fu ricostruita in stile barocco. Ulteriori interventi si registrarono nel 1730.  
Per secoli alle dipendenze della matrice della pieve di Gravedona, la chiesa venne elevata al rango di arcipretale solamente nel secondo dopoguerra.
Recentemente, nel vano presso la prima cappella destra è emerso dagli intonaci un affresco quattrocentesco con la Trinità e San Pietro Martire.

## Descrizione

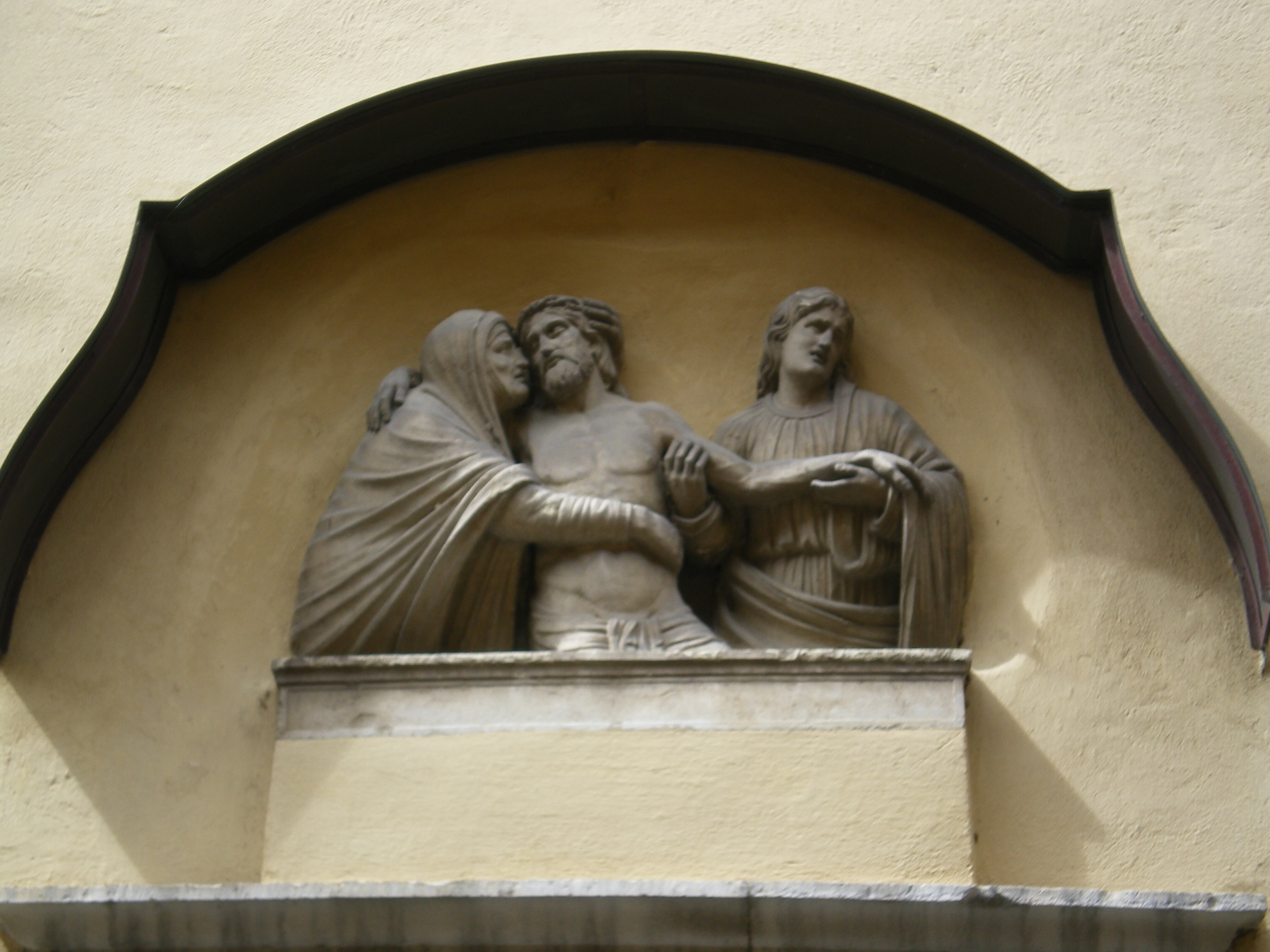
L'altorilievo raffigurante la Pietà, all'esterno del portale laterale

### Interni
La chiesa si presenta in forme seicentesche, anche se un'ulteriore ristrutturazione interessò l'edificio nel 1730; il rinnovamento decorativo prese probabilmente avvio dalla terza cappella di sinistra, affrescata nel 1605 da Giovanni Domenico Caresana con Storie di San Pietro e Paolo e decorata con una tela di Giulio Cesare Procaccini raffigurante la Madonna col Bambino e i santi Pietro e Paolo.
Seguì quindi con la cappella a fronte, commissionata dal conte Luigi Panizza, governatore spagnolo del forte di Fuentes, qui sepolto nel 1639.

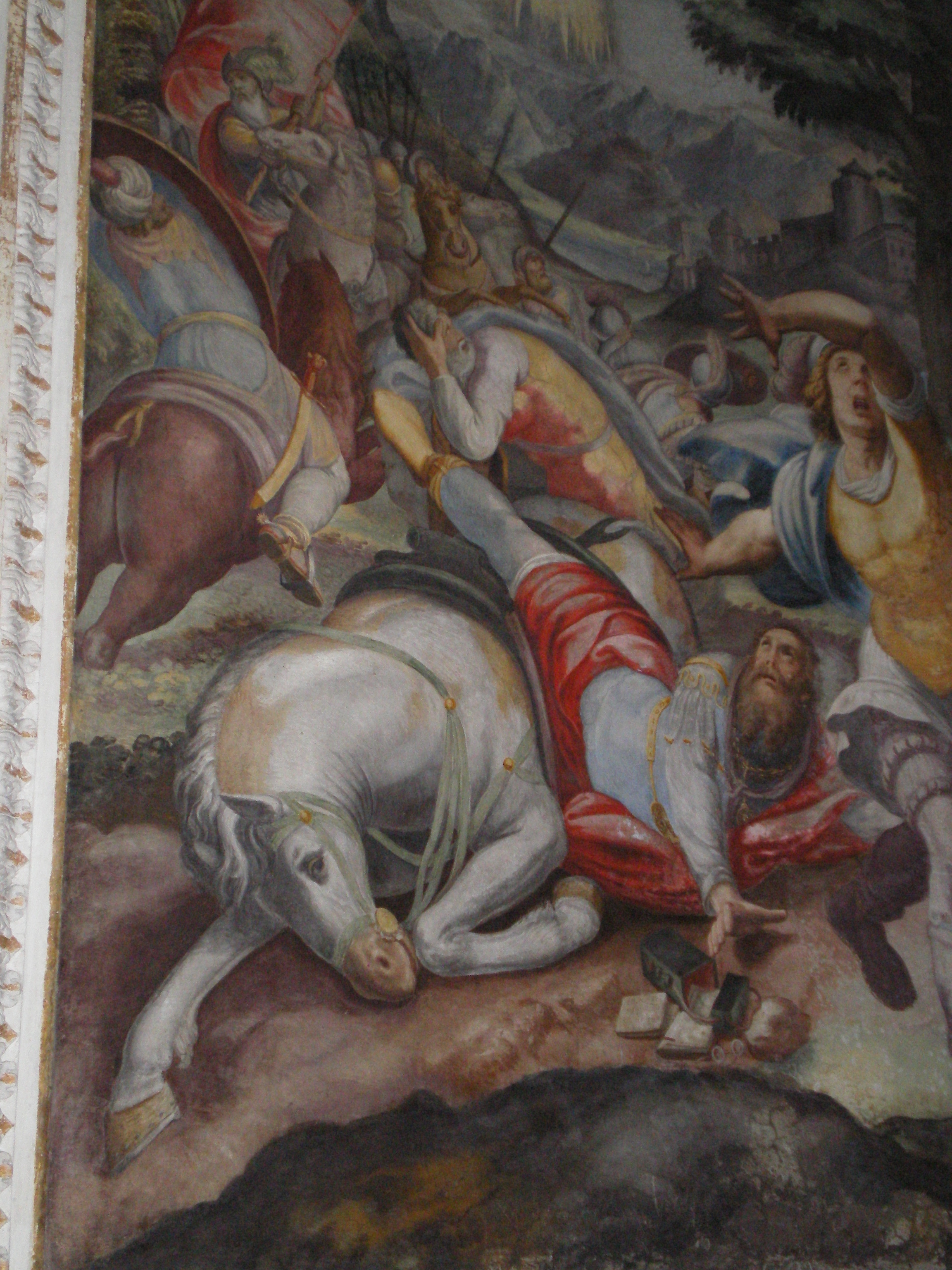
La "Conversione di San Paolo", affrescata da Domenico Caresana nel 1605 nella parrocchiale di Domaso

Primocinquecentesca è invece è la Madonna col Bambino ospitata nel terzo altare di destra.
Del pieno Settecento è la ricca decorazione del presbiterio, con due affreschi del valtellinese Cesare Ligari alle pareti, datati 1758 e raffiguranti il Martirio di san Bartolomeo e un Miracolo di san Nicola da Bari, con le quadrature ad opera di Felice Biella. Le pareti conservano inoltre dipinti del Giampietrino e del Morazzone. Giovanni Andrea Secchi è invece l'autore del dipinto che, Cinquecentesco in sacrestia, raffigura San Girolamo (1546).

### Esterni
All'esterno della chiesa, nel fianco sinistro, si trova una settecentesca cappella della Buona Morte, affrescata con la Deposizione.
Il campanile, rielaborato nel corso dei secoli, conserva elementi tardogotici, risalenti alla torre campanaria originaria.